# Megastigmus habui
Megastigmus habui är en stekelart som beskrevs av Kamijo 1962. Megastigmus habui ingår i släktet Megastigmus och familjen gallglanssteklar. Inga underarter finns listade i Catalogue of Life.